# Lev Mejlis
Lev Zajárovich Mejlis (en ruso: Лев Заха́рович Ме́хлис; 1 de enerojul./ 13 de enero de 1889greg. - 13 de febrero de 1953) fue un político y militar soviético, alto comandante del Ejército Rojo de 1937 a 1940. Fue uno de los principales representantes de Stavka durante la Segunda Guerra Mundial y responsable de cinco a siete frentes soviéticos. A pesar de su ferviente compromiso político y lealtad al Partido Comunista, Mejlis fue criticado y reprendido por su incompetente liderazgo militar durante la Segunda Guerra Mundial por varios líderes soviéticos, incluido José  Stalin.

## Biografía

### Primeros años
Lev Mejlis nació el 13 de enero de 1889 en Odesa, Gobernación de Táurida, completó seis clases de escuela comercial judía, de la que se graduó en 1903. Trabajó como maestro de escuela de 1904 a 1911. En 1907-1910 fue miembro del movimiento obrero sionista Poalei Zion.
En 1911 se unió al Ejército Imperial Ruso, donde sirvió en la 2.ª Brigada de Artillería de Granaderos del XI Ejército. En 1912 obtuvo el rango de bombardero. Sirvió en la artillería en la Primera Guerra Mundial de 1914 a 1918.
En enero de 1918 regresó a Odesa y fue elegido miembro del Comité Ejecutivo Central de los Consejos de Diputados del Frente Rumano, la Flota del Mar Negro y el Distrito Militar de Odesa (Rumcheroda). Desde finales de 1918 hasta marzo de 1919, trabajó como subdirector de la oficina de Járkov del Consejo Económico de Ucrania.

### Carrera política
En 1918 se unió al Partido Comunista y hasta 1920 hizo trabajo político en el Ejército Rojo (comisionado de brigada, entonces 46.ª división, grupo de fuerzas). En 1921 a 1922 dirigió la inspección administrativa en el Comisariado del Pueblo de Inspección de Trabajadores y Campesinos (bajo el Comisario del Pueblo (Narkom) Iósif Stalin). En 1922-1926 se desempeñó como asistente del secretario y gerente de la oficina de la Secretaría del Comité Central, en efecto, el secretario personal de Stalin.
En 1926-1930 tomó cursos en la Academia Comunista y en el Instituto de Profesores Rojos. Desde 1930 fue el jefe del Comité Central del cuerpo de prensa, y simultáneamente miembro del consejo editorial, y luego el editor en jefe del periódico Pravda.
En 1937-1940 fue el Comisario de Defensa y el jefe de la principal administración política del Ejército Rojo. Desde 1939 fue miembro del Comité Central del PCUS (había sido candidato desde 1934), en 1938-1952 fue miembro del Orgburó del Comité Central del PCUS, en 1940-1941 Comisario Popular de Control del Estado (Goskontrolya).
En junio de 1941 fue asignado por el jefe de la administración política principal y el diputado del Comisario de Defensa de los Pueblos. Mejlis fue nombrado comisario del ejército de primer rango, que correspondía al título de general del Ejército. En 1942 fue enviado como representante de la Stavka (cuartel general) al Frente de Crimea, donde tuvo constantantes desacuerdos con el general Dmitri Tifomevich Kozlóv. Los líderes del personal del Frente no sabían qué órdenes llevar a cabo: las del comandante o las de Mejlis.
El comandante del Frente del Cáucaso Norte, el mariscal Semión Budionni, tampoco podía controlar a Mejlis, que no deseaba ser subordinado, solo reconocía las órdenes que venían directamente de la Stavka. Mejlis, durante una estancia en el puesto del representante de Stavka, estuvo ocupado por el hecho de que escribió informes suficientemente críticos para los oficiales superiores.
Después de uno de esos informes, el mayor general Fiódor Tolbujin fue destituido del cargo de Jefe de Estado Mayor del Frente de Crimea, que tuvo descuido en contraste con las instrucciones de Stalin de expresar su opinión sobre la necesidad del frente considerando la necesidad de ser defendido. Entonces intentó a través del Stavka reemplazar al comandante del frente, Kozlóv, con Konstantín Rokossovsky o Klykóv. Al mismo tiempo, en los informes a Stalin, trató de distanciarse de los fracasos que sufrió el Frente de Crimea y poner toda la responsabilidad en el comandante del frente.
Con respecto a esto, Stalin envió un telegrama a Mejlis, en el que se sometió a su rígida crítica por un comportamiento similar:
 Frente de Crimea, t. Mejlis

 Su mensaje de código # 254 (I) recibido. Su posición de observador independiente que no es responsable de los eventos en el Frente de Crimea es desconcertante. Su posición puede sonar conveniente, pero apesta positivamente. En el Frente de Crimea, usted no es un observador externo, sino el representante responsable de Stavka, quien es responsable de todos los éxitos y fracasos que se producen en el Frente, y a quien se le exige que corrija, en ese mismo momento, cualquier error cometido por Los oficiales al mando.
Usted, junto con los oficiales al mando, responderá por no reforzar el flanco izquierdo del Frente. Si, como usted dice, "todo parecía indicar que el oponente comenzaría un avance a primera hora de la mañana", y aún no había hecho todo lo necesario para repeler su ataque, en lugar de limitar su participación simplemente a la crítica pasiva, entonces está directamente culpable. Parece que todavía no se ha dado cuenta de que lo enviamos al Frente de Crimea no como auditor del gobierno sino como representante responsable de Stavka.
Exige que se sustituya Kozlóv, que incluso Hindenburg sería una mejora. Sin embargo, usted sabe muy bien que las reservas soviéticas no tienen a nadie llamado Hindenburg. La situación en Crimea no es difícil de comprender, y usted debería poder solucionarla por su cuenta. Si hubieras cometido tu aviación de primera línea y la hubieras utilizado contra los tanques y la infantería del oponente, el oponente no habría podido atravesar nuestras defensas y sus tanques no habrían atravesado. No es necesario ser un 'Hindenburg' para comprender algo tan simple después de dos meses en el Frente de Crimea. Stalin.

 ZK VKP(6)9.V.42r>>. 
Después de la aplastante derrota en mayo de 1942 en el Frente de Crimea (de 250.000 soldados y oficiales en el Frente de Crimea en 12 días de combates, 162.282 personas, el 65% fueron pérdidas irrecuperables) fue destituido del cargo de vicecomisario de defensa del pueblo y de jefe de la principal administración política del Ejército Rojo. Fue degradado en rango dos niveles a comisario de cuerpo.
En 1942-1946, fue miembro del consejo militar (comisario político) de varios ejércitos y frentes, desde el 6 de diciembre de 1942, fue teniente general, el 29 de julio de 1944 fue ascendido a coronel general. El 23 de junio de 1942 fue nombrado jefe de la Dirección Política Principal del ejército, pero en esta posición su influencia fue contenida por la resistencia de los principales oficiales militares como Zhúkov y Voroshílov. En 1946 fue nombrado ministro de control gubernamental de la URSS, cargo que ocupó hasta 1950.

### Muerte
El 27 de octubre de 1950 fue dado de baja debido a su salud. Murió en febrero de 1953. Sus cenizas fueron enterradas en la Necrópolis de la Muralla del Kremlin en la Plaza Roja de Moscú.

## Promociones
- Comisario de ejército de 2.º rango (30-12-1937)
- Comisario de ejército de 1er rango (8-2-1939)
- Degradado a Comisario de cuerpo (4-6-1942)
- Teniente General (6-12-1942)
- Coronel General (29-7-1944).[6]

## Condecoraciones
- Orden de Lenin, cuatro veces
- Orden de la Bandera Roja, dos veces
- Orden de Suvórov
- Orden de Kutúzov
- Orden de la Estrella Roja
- Medalla del 20.º Aniversario del Ejército Rojo de Obreros y Campesinos
- Medalla por la Victoria sobre Alemania en la Gran Guerra Patria 1941-1945
- Medalla del 30.º Aniversario de las Fuerzas Armadas de la URSS
- Orden Virtuti Militari (República Popular de Polonia)

## Ensayos y artículos
Lev Mejlis es autor de varios libros y artículosː
- The Red Army Today / Discursos pronunciados [por K Voroshilov, L Mejlis, S Budyonny y G Stern] en el Decimoctavo Congreso del PCUS (B), 10-21 de marzo de 1939, por Kliment Voroshilov, Lev Mejlis, Semyon Budyonny, Grigori Shtern, pub Editorial de Lenguas Extranjeras, Moscú, 1939
- La URSS y los países capitalistas, editados por Lev Mejlis, Y Varga y Vyacheslav Karpinsky, pub Moscú, 1938, reimpreso University Press of the Pacific, 2005, ISBN 978-1410224194